# Comuna Jönköping
Jönköping (Jönköpings kommun) este o comună din comitatul Jönköpings län, Suedia, cu o populație de 130.798 locuitori (2013).

## Geografie

### Zone urbane
Lista celor mai mari zone urbane din comună (anul 2015) conform Biroului Central de Statistică al Suediei:
| Nr | Zona urbană | Pop.   |
| -- | ----------- | ------ |
| 1  | Jönköping   | 93.797 |
| 2  | Bankeryd    | 8.506  |
| 3  | Taberg      | 4.486  |
| 4  | Tenhult     | 3.112  |
| 5  | Gränna      | 2.726  |
| 6  | Odensjö     | 2.646  |
| 7  | Kaxholmen   | 1.561  |
| 8  | Lekeryd     | 788    |
| 9  | Bottnaryd   | 717    |
| 10 | Kortebo     | 512    |

## Demografie
| \| Evoluția demografică în comuna Jönköping, 1970–2015 \| Evoluția demografică în comuna Jönköping, 1970–2015 \| Evoluția demografică în comuna Jönköping, 1970–2015 \| Evoluția demografică în comuna Jönköping, 1970–2015 \| Evoluția demografică în comuna Jönköping, 1970–2015 \| \| ----------------------------------------------------------------------------------------------------- \| --------------------------------------------------- \| --------------------------------------------------- \| --------------------------------------------------- \| --------------------------------------------------- \| \| An \| \| \| Locuitori \| \| \| 1970 \| 1970 \| \| 107698 \| 107698 \| \| 1975 \| 1975 \| \| 108500 \| 108500 \| \| 1980 \| 1980 \| \| 107561 \| 107561 \| \| 1985 \| 1985 \| \| 107362 \| 107362 \| \| 1990 \| 1990 \| \| 111486 \| 111486 \| \| 1995 \| 1995 \| \| 115429 \| 115429 \| \| 2000 \| 2000 \| \| 117095 \| 117095 \| \| 2005 \| 2005 \| \| 120965 \| 120965 \| \| 2010 \| 2010 \| \| 127382 \| 127382 \| \| 2015 \| 2015 \| \| 133310 \| 133310 \| \| Sursa: SCB - Statistika Centralbyrån, Folkmängd efter region, civilstånd, ålder och kön. År 1968–2016 \| \| \| \| \| |      |  |           |        |
| Evoluția demografică în comuna Jönköping, 1970–2015 |      |  |           |        |
| An |      |  | Locuitori |        |
| 1970 | 1970 |  | 107698    | 107698 |
| 1975 | 1975 |  | 108500    | 108500 |
| 1980 | 1980 |  | 107561    | 107561 |
| 1985 | 1985 |  | 107362    | 107362 |
| 1990 | 1990 |  | 111486    | 111486 |
| 1995 | 1995 |  | 115429    | 115429 |
| 2000 | 2000 |  | 117095    | 117095 |
| 2005 | 2005 |  | 120965    | 120965 |
| 2010 | 2010 |  | 127382    | 127382 |
| 2015 | 2015 |  | 133310    | 133310 |
| Sursa: SCB - Statistika Centralbyrån, Folkmängd efter region, civilstånd, ålder och kön. År 1968–2016 |      |  |           |        |